# محمد مهدي علام
محمد مهدي علام (1900 - 1992), أديب مصري. تخرج من دار العلوم ثم أوفد في بعثة إلى إنجلترا لدراسة التربية فحصل على شهادتها في 1925. ثم حصل على شهادتين في اللغتين العبرية والفارسية من جامعة لندن.
عمل مدرسًا للتربية في دار العلوم والفلسفة الأخلاقية في الأزهر، وتاريخ الفلسفة في كلية الحقوق (1928- 1935) وفي 1935 عُيِّن مديرًا للمكتب الفني بوزارة المعارف، وفي 1936 أعير إلى جامعة مانشستر، وفي 1948 صار المراقب العام للغة العربية بوزارة المعارف، ثم نقل إلى كلية الأداب بجامعة عين شمس وتدرج إلى أن صار عميدا لها، وكان يجمع بين رئاستي قسمي اللغة العربية واللغة الإنجليزية، وفي 1961 اختير عضوًا في المجمع اللغوي، وفي 1977 صار أمينًا عامًّا له، ثم نائبًا للرئيس في 1983. حصل على جائزة الدولة التقديرية في الآداب 1976.

## من أعماله
- بين اليراع والقرطاس.
- تربية الشباب في الإسلام.
- فلسلفة المتنبي.
- نشأة فن المقصورة في الأدب العربي.
- نظرية الوسط عند اليونان والمسلمين.

## وفاته
وافته المنية عن عمر يناهز الإثنين وتسعين عامًا عام 1992.